# Columns (computerspel)
Columns (Japans: コラムス) is een computerspel dat veel gelijkenissen heeft met Tetris. De eerste versie werd gemaakt in 1989 en werd gemaakt door Jay Geertsen. De eerste versies werden geporteerd naar vroege computerplatformen, later kwam daar ook de Atari ST-versie bij. In 1990 verkocht Jay Geertsen de rechten aan Sega, waarna het geporteerd werd naar verschillende Sega spelconsoles. Tokuhiko Uwabo componeerde de muziek in het spel.

## Beschrijving
Het spel vindt plaats in een lang, rechthoekig speelveld, zoals in Tetris. Kolommen van drie verschillende symbolen (zoals verschillend gekleurde sieraden) verschijnen een voor een aan de bovenkant van de put en vallen op de bodem. Ze landen op de vloer of boven op de eerder gevallen "kolommen". Terwijl een kolom valt, kan de speler bewegen naar links of rechts, en kunnen ook de posities van de symbolen binnenin gedraaid worden. Als er drie of meer dezelfde symbolen verbonden zijn in een rechte lijn horizontaal, verticaal of diagonaal nadat een kolom is gedaald, verdwijnen die symbolen.

## Platforms
| Jaar | Platform                                                      |
| ---- | ------------------------------------------------------------- |
| 1990 | FM Towns, Game Gear, MSX, Sega Master System, Sega Mega Drive |
| 1991 | PC-98, TurboGrafx-16                                          |
| 1992 | PC-88                                                         |
| 1999 | SNES                                                          |
| 2006 | Wii Virtual Console                                           |
| 2010 | Windows                                                       |
| 2013 | Nintendo 3DS                                                  |

- Het spel maakt onderdeel uit van de Sonic's Ultimate Genesis Collection voor de PlayStation 3 en de Xbox 360.
- In 1997 kwam het spel beschikbaar voor de Sega Saturn via de Columns Arcade Collection.
- Voor de PlayStation 2 kwam het spel beschikbaar in 2003 via het compilatiespel SEGA Ages 2500 Vol 7.

## Ontvangst
| Beoordeeld door                | Platform           | Datum             | Score |
| ------------------------------ | ------------------ | ----------------- | ----- |
| ASM (Aktueller Software Markt) | Sega Master System | november 1990     | 92%   |
| Génération 4                   | Game Gear          | november 1990     | 90%   |
| Computer and Video Games (CVG) | Sega Mega Drive    | 1990              | 90%   |
| Computer and Video Games (CVG) | Sega Master System | januari 1991      | 84%   |
| IGN                            | Wii                | 5 december 2006   | 70%   |
| SEGA-Portal.de                 | Game Gear          | 20 september 2009 | 70%   |
| VideoGame                      | Game Gear          | januari 1992      | 70%   |
| All Game Guide                 | Sega Mega Drive    | 1999              | 70%   |
| Nintendo Life                  | Wii                | 5 december 2006   | 60%   |
| Sega-16.com                    | Sega Mega Drive    | 31 juli 2004      | 30%   |

## Opvolgers
- Columns II: The Voyage Through Time (Arcade, 1990)
- Flash Columns (Game Gear, 1995, enthalten im Modul "Sega Game Pack 4 in 1")
- Columns III: Revenge of Columns (Arcade, 1993; Mega Drive, 1994)
- Stack Columns (Arcade, 1994; Saturn, 1997)
- Super columns (Game Gear, 1995)
- Columns '97 (Arcade, 1996; Saturn, 1997)
- Hanagumi Taisen Columns - Sakura Wars (Arcade, 1997; Saturn, 1997)
- Hanagumi Taisen Columns 2 (Sega Dreamcast, 2000)
- Columns Crown (Game Boy Advance, 2002)

## Trivia
- Het spel is opgenomen in het boek 1001 Video Games You Must Play Before You Die van Tony Mott.